# Anita Sharp-Bolster
Anita Sharp-Bolster (* 28. August 1895 in Glenlohan, Irland; † 1. Juni 1985 in North Miami, Florida) war eine irische Schauspielerin.

## Leben und Karriere
Anita Sharp-Bolster spielte zu Beginn ihrer Schauspielkarriere am berühmten Abbey Theatre, dem irischen Nationaltheater. Es folgte eine lange und profilierte Film- und Theaterkarriere in Großbritannien, ehe sie 1938 in die Vereinigten Staaten übersiedelte. An den Broadway-Bühnen in New York konnte Sharp-Bolster 1940 einen großen Erfolg mit ihrem Auftritt in der Komödie Lady in Waiting erzielen. Wenig später zog sie nach Hollywood, wo Alfred Hitchcock sie 1942 in ihrer wohl kuriosesten Filmrolle als vollbärtige Zirkusdame in seinem Thriller Saboteure besetzte. Mit ihrer markanten Stimme spielte die Charakterdarstellerin in zahlreichen Hollywoodfilmen der 1940er-Jahre häufig etwas überkorrekte Adelsdamen, alte Jungfern oder Haushälterinnen. Weitere Nebenrollen hatte sie auch in Billy Wilders oscarprämiertem Alkoholiker-Drama Das verlorene Wochenende sowie in Fritz Langs Film noir Straße der Versuchung, beide aus dem Jahre 1945. Ab den 1950er-Jahren übernahm Sharp-Bolster vor allem Gastrollen im Fernsehen und arbeitete wieder vorrangig in Großbritannien. Ihre letzten von über 100 Film- und Fernsehauftritten hatte sie 1978 in der britischen Fernsehserie The Chiffy Kids.
Die gebürtige Irin Anita Sharp-Bolster verstarb 1985 in Florida, drei Monate vor ihrem 90. Geburtstag.

## Filmografie (Auswahl)
- 1928: What Money Can Buy
- 1929: Achtung – Tank! (Would You Believe It!)
- 1931: The Bells
- 1937: Gangster, Frauen und Brillanten (Jump for Glory)
- 1942: Saboteure (Saboteur)
- 1942: This Above All
- 1942: Der große Wurf (The Pride of the Yankees)
- 1942: Wie ein Alptraum (Nightmare)
- 1943: Auf ewig und drei Tage (Forever and a Day)
- 1943: Ein himmlischer Sünder (Heaven Can Wait)
- 1943: Das zweite Gesicht (Flesh and Fantasy)
- 1944: Scotland Yard greift ein (The Lodger)
- 1944: Der Weg zum Glück (Going My Way)
- 1944: The White Cliffs of Dover
- 1944: Our Hearts Were Young and Gay
- 1944: Der dünne Mann kehrt heim (The Thin Man Goes Home)
- 1945: Das Bildnis des Dorian Gray (The Picture of Dorian Gray)
- 1945: Das verlorene Wochenende (The Lost Weekend)
- 1945: Eine Lady mit Vergangenheit (Kitty)
- 1945: Mein Name ist Julia Ross (My Name Is Julia Ross)
- 1945: Straße der Versuchung (Scarlet Street)
- 1946: Jagd auf Spieldosen (Dressed to Kill)
- 1947: Die zwei Mrs. Carrolls (The Two Mrs. Carrolls)
- 1948: Das Geheimnis der Frau in Weiß (The Woman in White)
- 1949: Geliebte nach Maß (The Perfect Woman)
- 1950: Schicksal zwischen Ebbe und Flut (Waterfront)
- 1950–1951: Little Women (Fernsehserie, 5 Folgen)
- 1952: Das Schiff der Verurteilten (Botany Bay)
- 1955: Ferien mit Papa (Raising a Riot)
- 1956: Täter unbekannt (Lost)
- 1957: O.S.S. (Fernsehserie, Folge 1x23)
- 1959: Munter und lebendig (Alive and Kicking)
- 1959: Tote müssen schweigen (The Man Who Liked Funerals)
- 1960: Bankraub des Jahrhunderts (The Day They Robbed the Bank of England)
- 1960: Die unheimlichen Hände des Dr. Orlak (The Hands of Orlac)
- 1961: Kommissar Maigret (Maigret, Fernsehserie, Folge 1x11)
- 1961: Schmutziges Geld (Payroll)
- 1962: Simon Templar (The Saint, Fernsehserie, Folge 1x02)
- 1962: Früh übt sich... (On the Beat)
- 1963: Die Totenliste (The List of Adrian Messenger)
- 1964: Ach, du lieber Vater (Father Came Too!)
- 1965: Geheimauftrag für John Drake (Danger Man, Fernsehserie, Folge 1x20)
- 1966: Versprich ihr alles (Promise Her Anything)
- 1966: Ein Junge schrie Mord (The Boy Cried Murder)
- 1968: Dark Shadows (Fernsehserie, 3 Folgen)
- 1974: Dämon des Grauens (Craze)
- 1975: Sherlock Holmes’ cleverer Bruder (The Adventure of Sherlock Holmes’ Smarter Brother)
- 1976: Thriller (Fernsehserie, Folge 6x02)
- 1977: Jabberwocky
- 1978: The Chiffy Kids (Fernsehserie, Folge 2x02)